# رله مغناطیسی

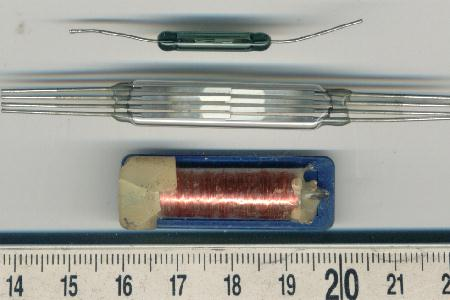
(از بالا) کلید نی تک قطبی، کلید نی چهار قطبی و رله نی تک قطبی. مقیاس برحسب سانتی‌متر.

رِله مغناطیسی (به انگلیسی: reed relay) یا رِله زبانه‌ای یا رِله نِی نوعی رله است که از آهنربای الکتریکی برای کنترل یک یا چند نی کلید استفاده می‌کند. کنتاکت‌ها از مواد مغناطیسی هستند و آهنربای الکتریکی مستقیماً بر روی آنها عمل می‌کند بدون اینکه نیازی به القاگر برای حرکت آنها باشد. در یک لوله شیشه ای باریک و بلند مهر و موم شده است، کنتاکتها از خوردگی محافظت می‌شوند. پوشش شیشه‌ای ممکن است حاوی چندین نی کلید باشد یا چندین نی کلید را می‌توان در یک بوبین قرار داد و همزمان فعال شود. رله‌های مغناطیسی از دهه ۱۹۳۰ تولید شدند.
در مقایسه با رله‌های مبتنی بر القاگر، رله نی‌های می‌توانند بسیار سریع‌تر سوئیچ شوند، زیرا قطعات متحرک کوچک و سبک‌وزن هستند، اگرچه پرش سوئیچ هنوز وجود دارد. همچنین به توان کاری کمتری نیاز دارند و ظرفیت کُنتاکتی کمتری دارند. ظرفیت جابجایی جریان آنها محدود است، اما با مواد کنتاکت مناسب، برای کاربردهای کلیدزنی «خشک» مناسب هستند. آنها از نظر مکانیکی ساده هستند و باعث اطمینان‌پذیری و عمر طولانی می‌شوند.

## افزاره حافظه
چند میلیون رله نی از دهه ۱۹۳۰ تا ۱۹۶۰ برای عملکردهای حافظه در تلفن‌خانه الکترومکانیکی سامانه بل استفاده شد. اغلب از یک رله چندزبانه‌ای استفاده می‌شد که با یکی از زبانه‌ها رله چفت‌شونده (به انگلیسی: latching) و دیگری یا بقیه عملکردهای منطقی یا حافظه را انجام می‌دادند. اکثر رله‌های زبانه‌ای در سامانه‌های کلیدزنی میل‌تقاطعی از دهه ۱۹۴۰ تا ۱۹۷۰ در گروه‌های پنج‌تایی بسته‌بندی شدند. چنین «بسته رله زبانه‌ای» قادر بود یک رقم اعشاری را ذخیره کند، کدگذاری شده در یک کد دو از پنج (نوع کد ۷۴۲۱۰) برای بررسی صحت آسان توسط منطق رله فنری سیمی.
چنین رله زبانه‌ای با چفت‌شوندهٔ الکتریکی برای نگهداشن حالت نیاز به توان پیوسته دارد، برخلاف رله‌های چفت‌شونده مغناطیسی، مانند فِرِید (رله فریت و رید) یا رله ریمرِید (رله زبانه باقی‌مانده).

## کلید نقطه‌تقاطعی (گذرگاه)
در سامانه‌های تبادل کنترل برنامه ذخیره‌شده سامانه بل در دهه ۱۹۷۰، رله‌های زبانه‌ای دیگر برای ذخیره‌سازی داده‌ها مورد نیاز نبودند، اما ده‌ها میلیون از آنها در آرایه‌هایی برای کلیدزنی مسیر صوتی بسته‌بندی شدند. در سوئیچ 1ESS، هسته‌ها از یک آلیاژ باقی‌مانده مغناطیسی ساخته شده بودند، بنابراین رله می‌توانست به جای لَچ الکتریکی، به صورت مغناطیسی لچ‌سازی شود. این روش «فِرِید» مصرف انرژی را کاهش داد و اجازه داد از هر دو کُنتاکت برای مسیر صوتی استفاده شود. پیچه‌ها برای انتخاب جریان منطبق شبیه به حافظه هسته‌مغناطیسی سیم‌کشی شده بودند، بنابراین کارکردن کنتاکت‌ها برای یک گذرکاه، گذرگاه دیگر را در ردیف و ستون آن آزاد می‌کند.
نقطه‌تقاطع انتخاب شده دارای جریانی بود که از هر دو سیم پیچ ورودی P و خروجی P عبور می‌کرد، بنابراین از هر چهار سیم پیچ. در هر انتهای فِرِید، سیم‌پیچ‌های ارائه‌شده توسط دو سَری P متفاوت مخالف با یکدیگر بودند، و زمانی که هر دو تحریک‌شده بودند، سیم‌پیچ بزرگ‌تر غالب بود. این ورودی P در یک انتهای فِرِید، و خروجی P در انتهای دیگر، دو سَر آن فرید خاص از شمال به جنوب مغناطیسی شده بودند، بنابراین یکدیگر را جذب کرده و کُنتاکت را می‌بست. جریان توسط ضربان‌سازی فقط برای راه‌اندازی اتصال اعمال شد. سِرهای P خشک باقی ماندند و نقطه‌تقاطع تا زمانی که اتصال دیگری شامل یکی از سطوح ایجاد شود، بسته باقی می‌ماند.

## استفاده‌های دیگر
آرایه‌های رله مغناطیسی در اواسط دهه ۱۹۹۰ از کار افتادند و در سامانه‌های تلفن دیجیتال مانند دی‌ام‌اس-۱۰۰ و سوئیچ 5ESS غیر ضروری بودند. رله مغناطیسی‌ها به استفاده‌های خود در خارج از صنعت تلفن، مانند تجهیزات آزمایش خودکار و ابزار دقیق الکترونیکی، به دلیل محفظه هرمسی، زمان کار سریع، عمر طولانی تا 109 کارکرد و عملکرد کُنتاکت بسیار سازگار ادامه داده‌اند. رله‌های مغناطیسی همچنین کاربردهای متعددی در کاربردهای آراف و کلیدزنی ریزموج پیدا کرده‌اند. آنها همچنین در کاربردهایی استفاده می‌شوند که از جریان نشتی بسیار کم (به ترتیب فمتوآمپر) استفاده می‌کنند، مانند آشکارسازهای فوتوفزونگر و دیگر مدارهای کنترل جریان بسیار کم. کلیدهای مغناطیسی را می‌توان برای تحمل چندین کیلوولت تولید کرد و همچنان به‌عنوان رله‌های ولتاژ بالا به جای رله‌های گران‌تر هگزا فلوراید گوگرد یا خلاء استفاده می‌شوند.

## در ادامه مطلب
- "Development of Reed Switches and Relays". Bell System Technical Journal. 34: 309–332. 1955-03-02. doi:10.1002/j.1538-7305.1955.tb01474.x. ISSN 0005-8580.
- "The Ferreed - A New Switching Device" (PDF). Bell System Technical Journal. American Telephone and Telegraph Company. XXXIX: 1–30. January 1960 [1959-09-14]. doi:10.1002/j.1538-7305.1960.tb03920.x. ISSN 0005-8580. Archived from the original (PDF) on 2012-04-12. (30 pages)
- Angner, Ronald Joseph (1974-02-19) [1973-07-12]. "Remanent Reed Relay". New Jersey, USA. US Patent US3793601A 05/378581. (NB. On Remreed design.)